# Венгос, Танасис
Тана́сис Ве́нгос (греч. Θανάσης Βέγγος 29 мая 1926, Нео Фалиро (ныне часть Пирея)- 3 мая 2011, Афины) — греческий актер и кинорежиссер.

## Биографические сведения
Танасис Венгос родился в Нео-Фалиро (ныне район Пирея). Из-за трудностей в семье работал с раннего детства. По политическим причинам в период 1948 по 1950 годы находился в ссылке на острове Макронисос, где познакомился с также сосланным режиссёром Никосом Кундуросом. Последний в 1954 дал ему первую роль в «Μαγική Πόλις». Первую большую роль Танасис Венгос исполнил в 1962 году в «Ψηλα τα Χερια Χιτλερ» (рус. Руки вверх, Гитлер).
Танасис Венгос также принимал участие в театральных постановках, в частности, играл в комедиях Аристофана. Среди ролей, которые исполнял Танасис Венгос в кино, были преимущественно обычные люди, которые пытались преодолеть различные жизненные ситуации. Однако были в его фильмографии есть и несколько забавных драматических и антигероев. Часто сотрудничал с режиссёром Йоргосом Лазаридисом. Всегда выполнял трюки сам, без привлечения каскадёров.
Экспромт, сюрреалистический юмор и социальная критика — доминирующие элементы кинолент Венгоса. Его лучшие фильмы Είναι ένας τρελός, τρελός, τρελός Βέγγος (1965), «Φανερός πράκτωρ 000» (1967) и другие, наряду с работами других выдающихся греческих кинематографистов, составляют «золотые шестидесятые» в греческом кинематографе. Большинство своих лент Венгос снимал на собственной киностудии Θ-Β Comedy Films.
В 2000 попал в автомобильную аварию — столкновение с поездом, после чего долго боролся за жизнь. Позже принял участие в рекламе по содействию безопасности дорожного движения. В 2004 году он снял автобиографическую картину. Танасис Венгос был женат и имел двоих детей. В 2008 году президент Греции Каролос Папульяс наградил Венгоса орденом Феникса. Умер Танасис Венгос 3 мая 2011 в Афинах после продолжительной болезни.